# Big Fish
Big Fish er en amerikansk film fra 2003, instrueret af Tim Burton og løst baseret på romanen Big Fish: A Novel of Mythic Proportions, skrevet af Daniel Wallace.
Filmen var nomineret til en Oscar for bedste musik.

## Medvirkende
| Rolle               | Skuespiller                                       |
| ------------------- | ------------------------------------------------- |
| Unge Edward Bloom   | Ewan McGregor                                     |
| Ældre Edward Bloom  | Albert Finney                                     |
| William Bloom       | Billy Crudup                                      |
| Sandra Bloom        | Jessica Lange                                     |
| Unge Sandra Bloom   | Alison Lohman                                     |
| Jenny               | Helena Bonham Carter                              |
| Norther Winslow     | Steve Buscemi                                     |
| Spectre             | Brandon Carroll Jonathan Castile Marion Cotillard |
| Ruthie Macklin      | Destiny Miley Cyrus David Denman                  |
| Amos                | Danny DeVito                                      |
| Familielegen        | Robert Guillaume                                  |
| Wills date          | Morgan Grace Jarrett George McArthur              |
| Karl                | Matthew McGrory                                   |
| Officer i militæret | Mark McWhorter                                    |
| Unge Jenny          | Hailey Anne Nelson                                |
| Mildred             | Missi Pyle                                        |
| Unge Will Bloom     | Grayson Stone                                     |
| Ping                | Ada Tai                                           |
| Jing                | Arlene Tai                                        |
| Shepard             | Don Young                                         |